# Hampsonodes fuscoma
Hampsonodes fuscoma là một loài bướm đêm trong họ Noctuidae.